# Гаревська
Га́ревська (рос. Гаревская) — присілок в Балезінському районі Удмуртії, Росія.

## Населення
Населення — 99 осіб (2010; 112 в 2002).
Національний склад станом на 2002 рік:
- росіяни — 99 %